# 菲律宾榕
菲律宾榕（学名：Ficus ampelas）为桑科榕属的植物。分布于印度尼西亚、台湾岛、菲律宾、琉球等地，目前尚未由人工引种栽培。